# 에른스트로베르트 그라비츠
에른스트로베르트 그라비츠(독일어: Ernst-Robert Grawitz, 1899년 6월 8일 ~ 1945년 4월 24일)는 나치 독일의 의사이다. SS국가내과의(SS Reichsarzt), 독일적십자사 총재 등을 지냈다.
베를린 서부 하를로텐부르크에서 태어났다. 아내 일제는 친위대 상급집단지도자 지크프리트 타우베르트의 딸이다.
그라비츠는 나치의 "동성애 박멸" 계획을 지원하고 동성애를 "치료"할 방법을 찾는 연구에 매진했다. 이를 위해 강제수용소 수용자들로 인체실험을 하기도 했다.
제2차 세계 대전이 독일의 패전으로 끝날 것이 가까워올 때 그라비츠는 아돌프 히틀러의 주치의 중 한명으로서 퓌러엄폐호에 있었다. 다른 간부들이 베를린을 빠져나가려 한다는 것을 안 그라비츠는 히틀러에게 자신도 베를린 밖으로 나가도록 해달라고 했지만 히틀러는 허락하지 않았다. 이에 그라비츠는 바벨스베르크의 자택에서 수류탄을 터뜨려 일가족과 함께 자살했다.